# Guerre ottomano-persane (1603–1618)
Pour les articles homonymes, voir Guerres ottomano-persanes.
Guerres ottomano-persanes
La guerre ottomano-persane ou turco–séfévide a opposé de 1603 à 1618 la Perse séfévide d'Abbas Ier le Grand à l'Empire Ottoman du sultan Ahmet Ier. Elle comporte deux phases : la première s'est achevée par une victoire séfévide en 1612, qui permit aux Perses de rétablir leur suzeraineté sur le Caucase et l'ouest de l'Iran, perdus au Traité de Constantinople (1590) ; la seconde (1615-1618), n'entraîna que des ajustements territoriaux mineurs.

## Déroulement

### Reconquête des Séfévides et premiers succès (1603–1604)

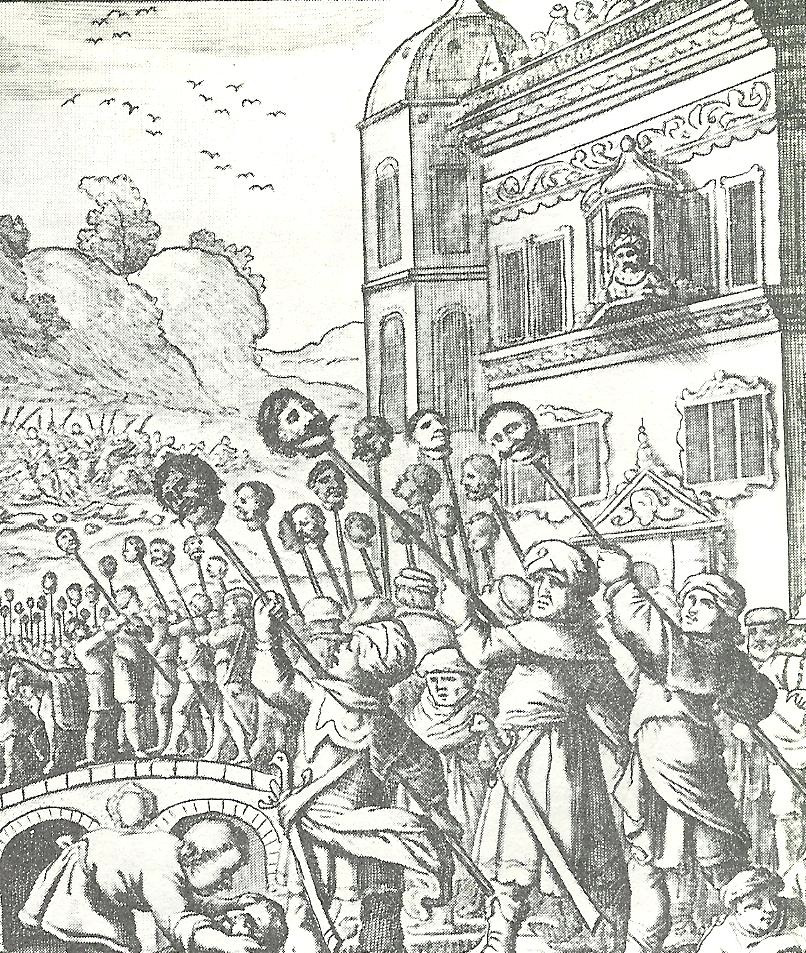
La prise de Tabriz et la procession des soldats ottomans décapités devant le chah Abbas Ier. Dessin d'un voyageur européen (1603).

Au terme de leur campagne contre les Séfévides (1578–1590), les Ottomans s'étaient emparés de vastes territoires au nord-est et à l'est de leur empire, notamment Chirvan, le Daghestan, la plus grande partie de l'Azerbaïdjan, les royaumes arméniens de Karthli et de Kakhétie, le Louristan et le Khouzestan.
À partir de 1595, le chah Abbas Ier reprit en main l'armée séfévide grâce au mercenaire anglais Robert Shirley et au chancelier et gholam favori du chah, Allahverdi Khan. Il décida d’attaquer les Ottomans pour reprendre les vastes territoires perdus au cours de la guerre précédente, car le contexte était devenu très favorable : l’Empire ottoman était en proie à des difficultés tant intérieures qu'extérieures. Accaparé sur le front européen par les péripéties de la Longue Guerre qui avait éclaté en 1593, il devait réprimer les troubles qui déchiraient l'Anatolie orientale à cause des Révoltes des Celali, dont la plus sanglante fut la rébellion des Karayazıcı (1598–1602). Puis en 1603, Constantinople, la capitale de l'Empire Ottoman, fut à son tour le théâtre de violentes insurrections opposant le corps des Janissaires aux Sipahis , et seule l'intervention de la Couronne y mit temporairement un terme.
Ainsi, l'invasion séfévide, lancée le 26 septembre 1603, prit totalement au dépourvu les garnisons ottomanes du nord est, et força les Turcs à combattre sur deux fronts. Abbas Ier reprit d'abord Nahavand dont il rasa la forteresse, aménagée par les Ottomans comme base avancée pour de futurs assauts contre la Perse. L’armée séfévide s'empara ensuite de Tabriz le 21 octobre 1603 : pour la première fois, les Perses y employèrent systématiquement de l'artillerie et la ville (déjà ruinée par l'occupation ottomane) dut se rendre. Ses habitants acclamèrent les combattants séfévides en libérateurs et exercèrent de violentes représailles contre les Turcs défaits, dont plusieurs furent décapités. Les Séfévides reprirent Nakhitchevan, évacuée par sa garnison ottomane, dans le mois. Puis l’armée séfévide mit le siège devant Erevan le 15 novembre 1603. Elle s'empara de Tbilissi, de sorte que Karthli et Kakhetie redevinrent des fiefs séfévides.

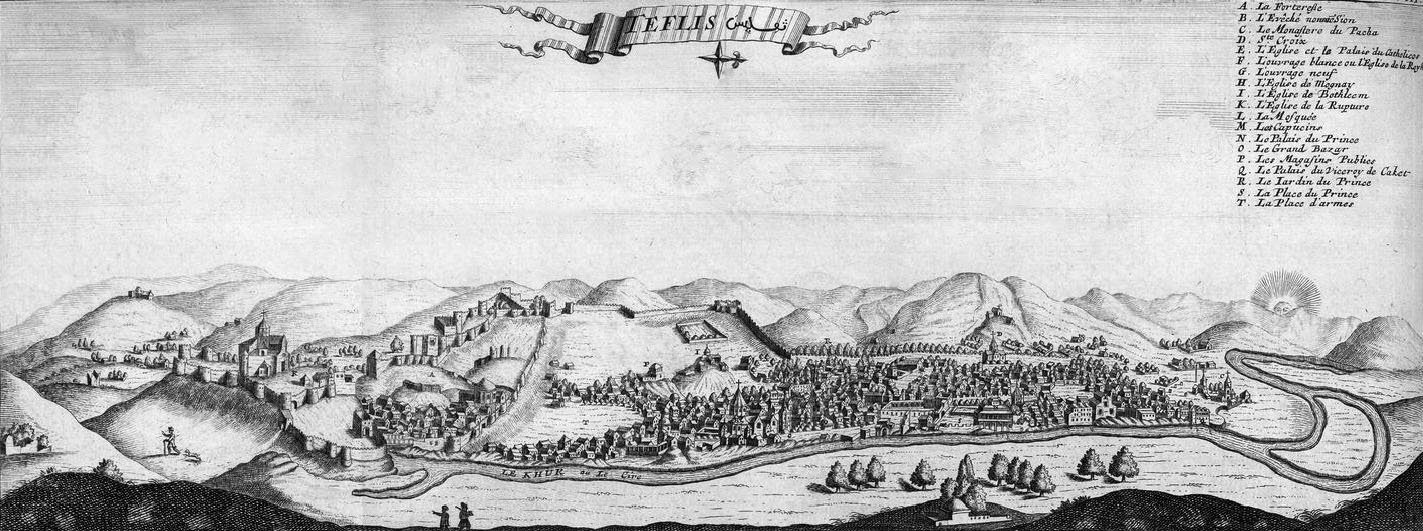
Tbilissi vu par le voyageur français Jean Chardin (XVIIe siècle).

### Contre-offensive stérile des Ottomans (1604–1605)

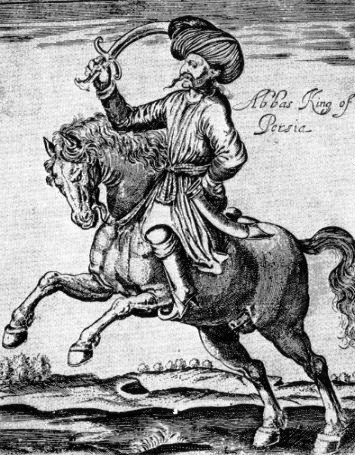
"Abbas roi de Perse", par Thomas Herbert (1627).

Accablé par les désastres militaires, Mehmed III mourut le 20 décembre 1603 à l'âge de 37 ans. Le nouveau sultan, Ahmet Ier, qui n'avait que 13 ans, choisit Cigalazade Yusuf Sinan Pacha (dit « Cağaloğlu ») comme généralissime du front oriental. L'armée turque s'ébranla de Constantinople le 15 juin 1604, déjà très tard dans l'année. Lorsqu'enfin elle atteignit l'Arménie, le 8 novembre 1604, l'armée séfévide s'était déjà emparée d'Erevan (depuis juin 1604) et progressait en direction de Kars avant d'être interceptée à Akhaltsikhe. Youssouf Sinan, considérant que la fin de l'année approchait, renonça à contre-attaquer Abbas Ier, et établit ses quartiers d'hiver à Van ; toutefois, la progression des Séfévides le contraignit à pousser jusqu'à Erzurum. L'inaction des troupes turques entraînait des émeutes.
La campagne ottomane de 1605 fut un échec : l'armée envoyée pour reprendre Tabriz fut défaite à la bataille du lac Ourmia, le 9 septembre 1605. Abbas Ier y utilisa sa forte cavalerie avec profit, infligeant une défaite décisive aux Ottomans, qui perdirent là vingt mille hommes. Kose Sefer, le beylerbey d'Erzurum, combattait seul et fut capturé par un régiment séfévide. Le commandant Cağaloğlu se réfugia d'abord dans la forteresse de Van puis, de là, prit la fuite vers Diyarbakır. C'était la première grande victoire séfévide contre les Ottomans. Cağaloğlu ordonna l'exécution de Canbulatoğlu Hüseyin Pacha, dont le retard avait compromis la contre-attaque : cela déclencha de nouvelles émeutes parmi la troupe. Le Pacha Sinan périt au cours de sa retraite, en décembre 1605, et Abbas Ier put libérer Gandja, Bakou, Chirvan et Chamakhi en Azerbaïdjan au mois de juin 1606.

### Les Ottomans concluent à l'ouest et pacifient l'Anatolie (1605–1609)
Les Ottomans consacraient le gros de leurs forces à contenir les coups portés par le Saint-Empire romain germanique et ses alliés. Les succès de la campagne du Grand Vizir Sokolluzade Lala Mehmed Pacha, en 1605, améliorèrent la situation en Hongrie, ouvrant la voie à la paix de Zsitvatorok en 1606. Ahmet Ier nomma Lala Mehmed généralissime du front oriental, mais celui-ci mourut le 25 juin 1606.
L’absence d'armée ottomane organisée créa un appel d'air sur le front oriental : de nouveau, les révoltes des Celali culminèrent avec la prise d’Harput par Tavil Ahmed. Son fils Mehmed déposa le gouverneur de Bagdad, puis défit l'armée Ottomane de Nasuh Pacha, envoyée pour rétablir l'ordre en Irak. Bagdad ne fut débarrassée des rebelles qu'en 1607 ; mais simultanément, Fakhr-al-Din II étendait son autorité sur le Liban et l'ouest de la Syrie grâce à l'appui d'un autre rebelle, Canbulatoğlu Ali Pasha, qui défiait l'autorité du Sultan à Adana.
Alors, ayant pu négocier la paix à l'ouest, l’Empire Ottoman porta sa priorité sur le front oriental. L'armée commandée par le Grand Vizir Kuyucu Murad Pacha décida d'écraser en priorité les rebelles, afin de protéger ses arrières lors de la future campagne contre les Séfévides : attaquant des groupes rebelles désormais désunis (1607–1609), Mourad Pacha fit exécuter des dizaines de milliers de Turcs d'Anatolie.

### Dernière contre-attaque ottomane et armistice (1610–1615)
Une fois l’ordre rétabli, Murad Pasha se tourna en 1610 contre l'armée d'Abbas Ier, stationnée à Tabriz. Les deux armées se trouvèrent face à face à Acıçay, au nord de Tabriz, mais n'engagèrent pas cette fois le combat : compte tenu de l'allongement de sa ligne d'approvisionnement, en proie à des difficultés logistiques et voyant l'hiver approcher, Murad Pacha se replia à Diyarbakır. Il était en pourparlers de paix avec Abbas Ier tout en préparant son armée pour une nouvelle campagne, lorsqu'il mourut, le 5 août 1611, âgé de plus de 90 ans.
Le nouveau grand vizir, Damat Nasuh Pacha, prit la tête des armées d'orient. À son tour, il chercha à négocier la paix, et accepta en 1611 les conditions posées par les Séfévides. Le traité de Nasuh Pasha fut signé le 20 novembre 1612 : il confirmait le retour aux frontières de 1555, convenues lors de la Paix d'Amasya ; en contrepartie, le chah Abbas s'engageait à fournir 200 cargaisons annuellement de soie brute comme tribut.
En pratique, ce Traité de Nasuh Pacha ne fut qu'une trêve, car les Ottomans restaient déterminés à annuler les reconquêtes des Séfévides ; d'ailleurs, Abbas Ier ne paya jamais le tribut convenu, employant plutôt l'armée séfévide à rétablir sa suzeraineté sur les principautés de Géorgie orientale.

### La guerre reprend (1615–1618)

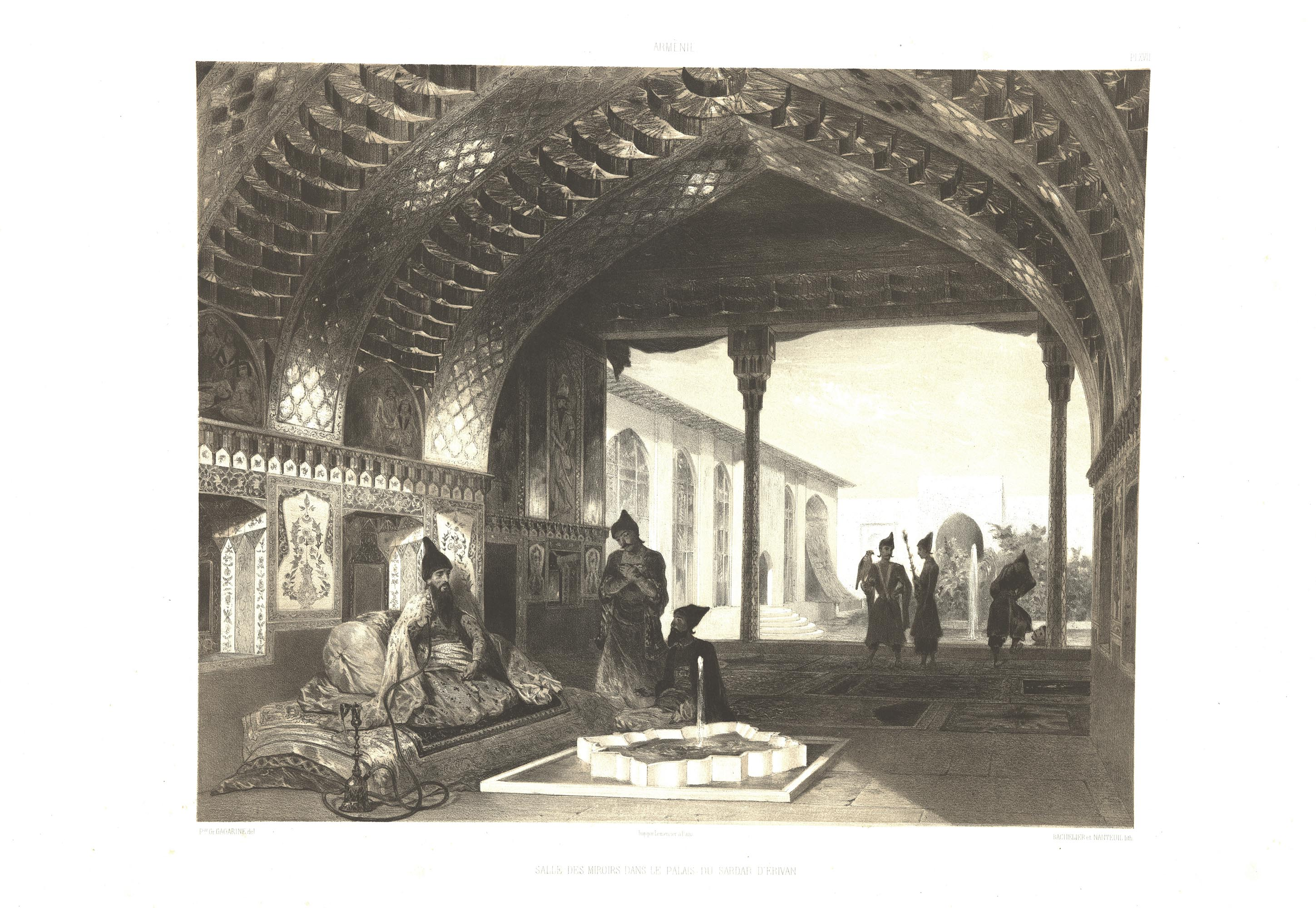
L’intérieur du château d'Erevan.

Les Ottomans décidèrent la reprise de la guerre en 1615. Le Grand Vizir Öküz Mehmed Pacha fut nommé généralissime, mais il reporta la campagne à 1616. Cette décision donna aux Séfévides un répit suffisant pour renforcer leurs postes-frontières. L’émissaire séfévide à Constantinople revint en Perse les mains vides.
Au mois d'avril 1616, Öküz Mehmed Pacha, parti d'Alep, marcha sur Kars, renforça le château et envoya deux armées, l'une sur Erevan et l'autre contre Nahavand, dont les Séfévides s'étaient emparés en 1603 à la chute de Tabriz. Peu après, il mena ses armées à Erevan, défit un petit contingent de Séfévides et mit le siège devant la cité. Cependant les Ottomans manquaient de machines de siège et les défenseurs se battaient avec acharnement. Les Ottomans subirent des pertes sévères, non seulement à cause des combats mais aussi du froid. Öküz Mehmed Pacha dut lever le siège et se retirer à Erzurum. Compte tenu de cet échec, il fut démis de son commandement et remplacé par Damat Halil Pacha le 17 novembre 1616.
Lorsque Damat Halil Pacha rejoignit le front oriental, l'armée de Crimée pillait Gandja, Nakhchivan et Djoulfa ; mais l'année 1617 ne vit aucun engagement militaire d'importance.
À Constantinople, la Couronne ottomane était en proie à de graves bouleversements. Ahmet Ier mourut le 22 novembre 1617, âgé seulement de 27 ans : cette mort prématurée posa un dilemme sans précédent aux autorités turques, car de nombreux princes étaient désormais éligibles au Sultanat, et tous résidaient au Palais de Topkapı. Une faction menée par Şeyhülislam Esad Efendi et Sofu Mehmed Pacha (qui représentaient le Grand Vizir lorsqu'il était absent de Constantinople) décidèrent de couronner Moustapha au lieu d'Osman, le fils d'Ahmet. C'était la première fois que le frère d'un sultan ottoman montait sur le trône à la place du fils aîné du monarque défunt. La santé mentale de Moustapha laissait à vrai dire à désirer, mais les dignitaires espéraient qu'elle s'améliorerait au contact de la cour ; toutefois, son comportement restait imprévisible. En 1618, près quelques mois de règne, une autre faction du palais le déposa en faveur de son jeune neveu, Osman II.

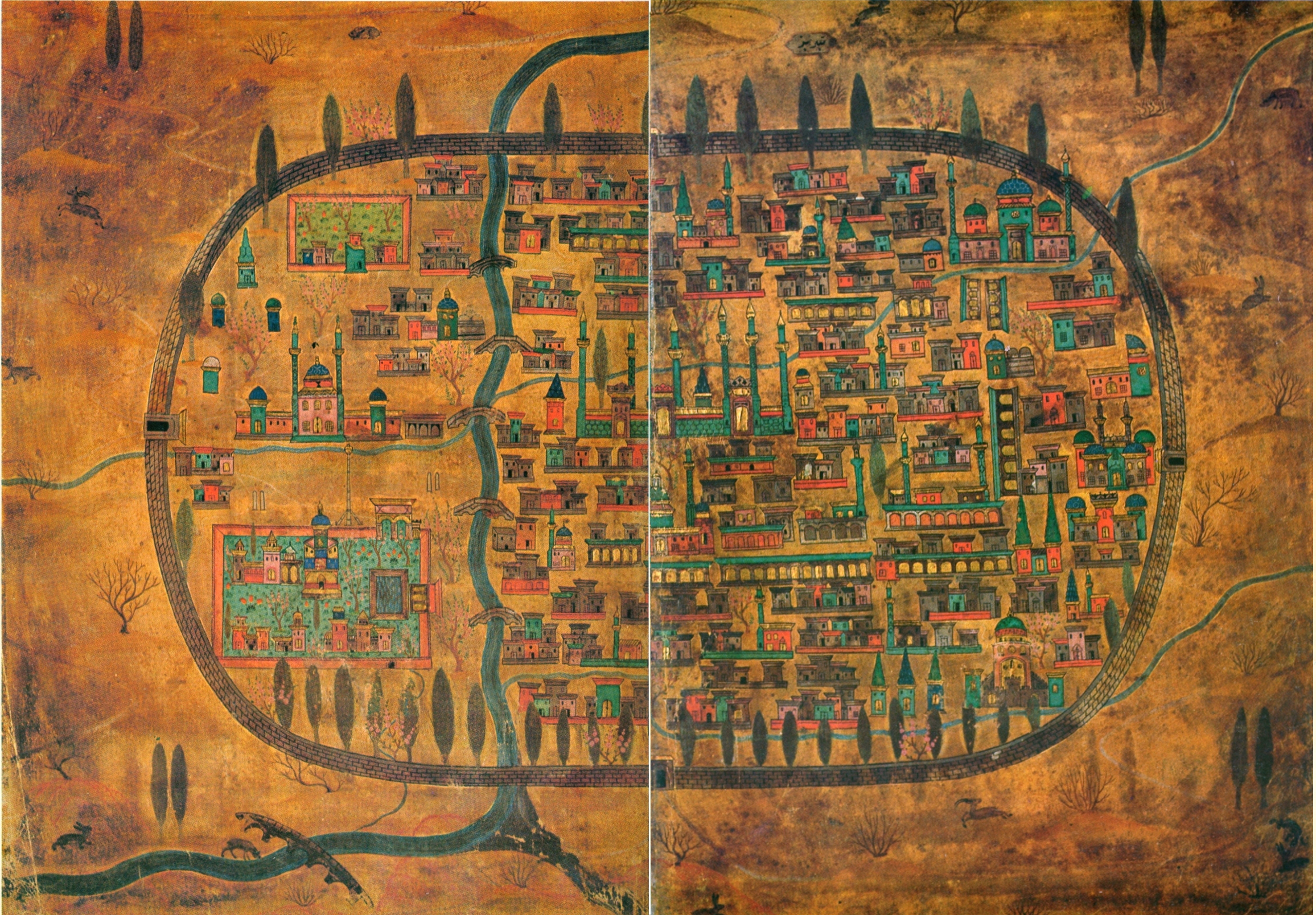
Une carte de Tabriz du XVIe siècle, dessinée par Matrakçı Nasuh (érudit ottoman).

Osman II rétablit le général Öküz Mehmed Pacha à la tête des armées du front est. Abbas apprit que le plan des Ottomans était d'attaquer par l'Azerbaïdjan, de prendre Tabriz puis de se tourner contre Ardabil et Qazvin, qu'ils pourraient monnayer contre d'autres territoires. Le chah décida de laisser les Ottomans s'enfoncer loin de leurs bases pour mieux les anéantir : il donna d'abord l'ordre d'évacuer les habitants de Tabriz, tandis que son armée prenait position à Ardabil. En 1618, une armée ottomane de cent mille hommes menée par le grand vizir s'empara facilement de Tabriz, et le vizir dépêcha un ambassadeur auprès du chah pour lui proposer la paix moyennant la restitution des terres reprises depuis 1603. Abbas refusa et, simulant l'effroi, laissa croire qu'il était prêt à incendier Ardabil et fuir vers l'intérieur des terres plutôt que de faire face à l'armée ottomane. Lorsque le vizir apprit la nouvelle, il décida de marcher immédiatement sur Ardabil : c'était ce qu'Abbas attendait. Son armée, forte de quarante mille hommes, commandée par Qarachaqaï Khan, s'était postée à un défilé et prit l'armée ottomane dans une embuscade,. La bataille de Sarab, le 10 septembre 1618, fut une victoire totale des Perses. Parmi les milliers de soldats tués, les beylerbeys de Roumélie, de Diyarbakır et de Van y laissèrent la vie.
Le nouveau Grand Vizir Damat Halil Pacha prit le commandement et poursuivit la campagne d'invasion. Enfin lorsque les Ottomans furent en position de menacer Ardabil, les Séfévides demandèrent la paix.
À quelques rectifications frontalières près, les termes du traité furent similaires à ceux du traité de Nasuh Pacha. Quant au tribut annuel des Perses, il fut ramené de 200 à 100 chargements de soie.

## Voir également
- Guerres ottomano-persanes
- Guerres ottomanes en Europe